# نواب أوده

علم نواب أوده. أُعتمد خلال فترة حكم غازي الدين حيدر شاه.

نواب أَوَدْه اسم يطلق على مجموعة من الحكام الذين حكموا دولة أوده في الهند في الفترة 1722-1858. نواب أوده كانوا شيعة من أصل فارسي. واسس حكم هذه الدولة سعادت علي خان.

## القيام

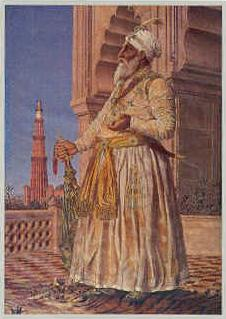
سعادت علي خان مؤسس سلالة نواب أوده

لما بدأ الضعف يدب في ملوك المغول واصبحوا رهائن للتسلط وصارت سلطتهم في الحكم اسمية فقط، بدأ حكام أوده يصبحون اقوى وأكثر استقلالية عن السلطة المغولية المركزية وكانوا قد اتخذوا من فيض اباد عاصمة لهم.
حكم في أوده مغامر يدعى سعادت علي خان وهو من اصل فارسي من نيسابور وكان جده «محمد نصير موسوي» تاجرا في خرسان هاجر إلى الهند. وقد عمل العديد من الخرسانين تحت حكم المغول وكان لتفوق سعادت خان بينهم السبب في مكافئته من قبل المغول فجعلوه محافظاً على ولاية أوده في عام 1732. وكان لقبه الاصلي «ناظم» وهي مرتبة وظيفية تعادل المحافظ، ولكن لم يمر الوقت الطويل لترفيعه ليكون «نائب».
في عام 1740 كان النائب يسمى وزير والتي كانت تعني كبير الوزراء وفيما بعد عُرفت هذه المرتبة بالوزير النائب. عملياً فان هذا اللقب صار وراثياً بحيث يرثه أبناء سعادت خان الواحد تلو الآخر. وكان هؤلاء الحكام يعلنون الولاء للسلطة المغولية المركزية في دلهي، وكانوا يعاملون افراد العائلة الحاكمة المغولية باحترام عالي منقطع النظير.

## معرض صور

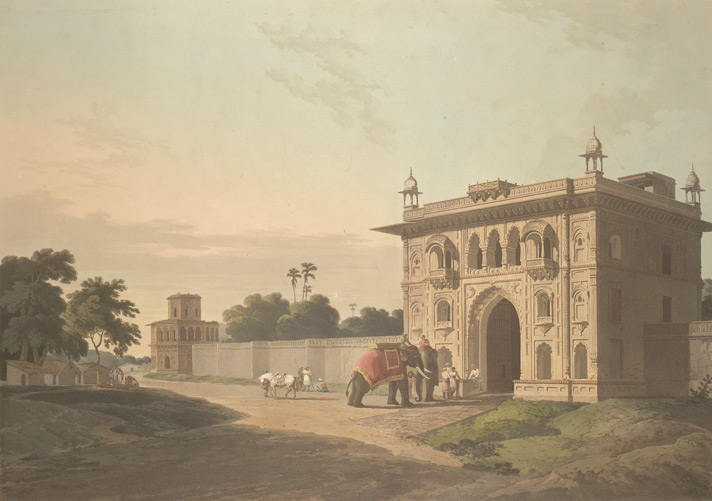
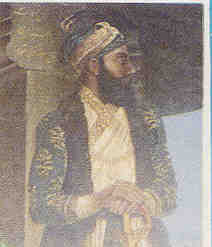
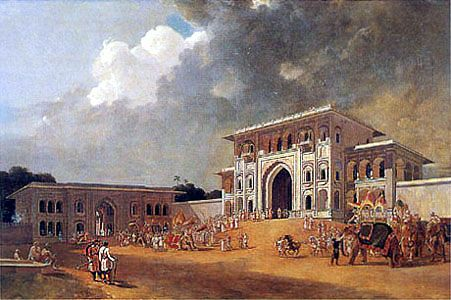

## قائمة الحكام
| صورة | الأسم التفخيمي                   | الأسم الشخصي                     | الميلاد | فترة الحكم          | الوفاة |
| ---- | -------------------------------- | -------------------------------- | ------- | ------------------- | ------ |
|      | برهان الملك سعادت خان            | مير محمد امين موسوي              | 1680    | 1722–1739           | 1739   |
|      | أبو المنصور خان صفدر جنك         | محمد مقيم                        | 1708    | 1737–1754           | 1754   |
|      | شجاع الدولة                      | جلال الدين حيدر أبو المنصور خان  | 1732    | 1754–1775           | 1775   |
|      | آصف الدولة                       | محمد يحيى ميرزا اميني            | 1748    | 1775–1797           | 1797   |
|      | آصف جاه ميرزا                    | وزیر علي خان                     | 1780    | 1797–1798           | 1817   |
|      | يمين الدولة                      | سعادت علي خان الثاني             | 1752    | 1798–1814           | 1814   |
|      | رفعت الدولة بادشاه أوده          | أبو المظفر غازي الدین حیدر       | 1769    | 1814–1827           | 1827   |
|      | ناصر الدين حيدر شاه جهان         | أبو المنصور قطب الدين سليمان شاه | 1827    | 1827–1837           | 1837   |
|      | أبو الفتح معين الدين             | محمّد علي شاہ                     | 1777    | 1837–1842           | 1842   |
|      | نجم الدولة أبو المظفر مصلح الدين | أمجد علي شاہ                     | 1801    | 1842–1847           | 1847   |
|      | أبو المنصور ميرزا                | واجد علي شاہ                     | 1822    | 1847–1856           | 1887   |
|      | بیجوم حضرة محل                   | محمدي خانم                       | -       | 1857-1858           | 1879   |
|      | برجیس قدر                        | رمضان علي                        | 1845    | 1857–1858 (في تمرد) | 1893   |